# Серёжино (Пензенская область)
Серёжино — деревня в Белинском районе Пензенской области России. Входит в состав Лермонтовского сельсовета.

## География
Деревня находится в юго-западной части Пензенской области, в пределах Приволжской возвышенности, на правом берегу реки Кевды, на расстоянии примерно 19 километров (по прямой) к северо-востоку от города Белинский, административного центра района. Абсолютная высота — 203 метра над уровнем моря.

## История
Основана в середине XIX века. В 1866 году числилось 28 дворов. По состоянию на 1896 год входила в состав Аргамаковской волости Чембарского уезда. Имелось 49 дворов. В 1911 году в деревне находились крестьянская община, 61 двор и лавка.
В 1939 году в составе Аргамаковского сельсовета. В 1955 году располагалась бригада колхоза имени Орджоникидзе.

## Население
| 2010 |
| ---- |
| 23   |

Половой состав
По данным Всероссийской переписи населения 2010 года в гендерной структуре населения мужчины составляли 43,5 %, женщины — соответственно 56,5 %.
Национальный состав
Согласно результатам переписи 2002 года, в национальной структуре населения русские составляли 98 % из 54 чел.